# Diócesis de Asia

La Diócesis de Asia, hacia 400.

La diócesis de Asia (en latín: Dioecesis Asiana, en griego: Διοίκησις Ασίας / Ασιανής) fue una diócesis del tardo Imperio romano, que incluye las provincias del oeste de Asia Menor y las islas orientales del mar Egeo. La diócesis fue establecida después de las reformas de Diocleciano, en el año 314 y estaba subordinada a la prefectura del pretorio de Oriente (Praefectura Orientis), siendo abolida durante las reformas de Justiniano I en el año 535.
Fue una de las diócesis más populosas y ricas del Imperio. Incluía once provincias: Asia, Helesponto, Panfilia, Caria, Lidia, Licia, Licaonia, Pisidia, Frigia Pacaziana, Frigia Salutaria e Insulae.

## Lista de conocidosVicarii Asiae
Con cabecera en Éfeso, la diócesis era administrada por los Diocesem Vicarii, entre los que se encontraban los siguientes:
- Flavio Ablabio (324-326)
- Tertuliano (c. 330)
- Veroniciano (334-335)
- Scylacio (c. 343)
- Anatolio (c. 352)
- Araxio (353-354)
- Germano (360)
- Italiciano (361)
- Cesario (362-363)
- Clearco (363-366)
- Auxonio (366-367)
- Musonio (367-368)